# Anthidium soni
Anthidium soni är en biart som beskrevs av Mavromoustakis 1937. Anthidium soni ingår i släktet ullbin, och familjen buksamlarbin. Inga underarter finns listade i Catalogue of Life.